# Raduil
Raduil (bulgariska: Радуил) är ett distrikt i Bulgarien.   Det ligger i kommunen Obsjtina Samokov och regionen Sofijska oblast, i den västra delen av landet, 50 km sydost om huvudstaden Sofia.
I omgivningarna runt Raduil växer i huvudsak blandskog. Runt Raduil är det ganska glesbefolkat, med 50 invånare per kvadratkilometer.